# Bernard Briand (homme politique)
Pour les articles homonymes, voir Briand et Bernard Briand.
Bernard Briand, né en 1974, est un homme politique français.
Membre d'Archipel demain, il préside le conseil territorial de Saint-Pierre-et-Miquelon depuis 2020, succédant alors à Stéphane Lenormand, démissionnaire. Il est réélu aux élections territoriales de 2022 avec plus de 50 % des voix au second tour.

## Biographie
Il est professeur d'éducation physique et sportive et conseiller jeunesse et sport.
Vice-président d'Archipel demain, Bernard Briand est candidat aux élections municipales de 2008 à Saint-Pierre, où il recueille 21,55 % des suffrages exprimés. Il siège dans l'opposition au conseil municipal jusqu'en 2015.
Il est élu président du conseil territorial de Saint-Pierre-et-Miquelon le 13 octobre 2020, à la suite de la démission de Stéphane Lenormand pour raisons personnelles. Sa liste, classée à droite, conserve la majorité avec 51 % des voix aux élections de 2022, ce qui lui permet d'être réélu président du conseil territorial le 1er avril 2022.